# Andries van Heerden
Pas d'image ? Cliquez ici

a Compétitions nationales et continentales officielles uniquement.

b Matchs officiels uniquement.
Dernière mise à jour le 04 février 2019.
Andries van Heerden, né le 6 octobre 1961 au Cap (Afrique du Sud), est un ancien joueur de rugby à XV sud-africain. Il a joué en équipe de France et évoluait au poste de troisième ligne centre (1,95 m pour 102 kg).

## Carrière de joueur
Andries van Heerden, fils d'agriculteur quitte son pays d'origine pour changer d'air, comme il l'a dit lui-même, en 1987 alors que l'Afrique du Sud connaissait l'Apartheid.
Il débarque à Tarbes et fit sa vie là-bas, épousant une Française, Noëlle. Il a eu un fils du nom de Pierre et une fille du nom de Maëva.
Sa double nationalité lui permet alors de postuler en équipe de France et de jouer en 1992 lors du Tournoi des Cinq Nations.
Il dispute son premier match comme titulaire le 15 février 1992, contre l'équipe d'Angleterre et son deuxième et dernier en tant que remplaçant contre l'équipe d'Écosse, le 7 mars 1992.

## Palmarès

### En club
- Vice-champion de France en 1988 avec le Stadoceste Tarbais.

### En équipe nationale
- 2 sélections en équipe de France en 1992
- Tournoi des Cinq Nations disputé : 1992